# Matthias Trip

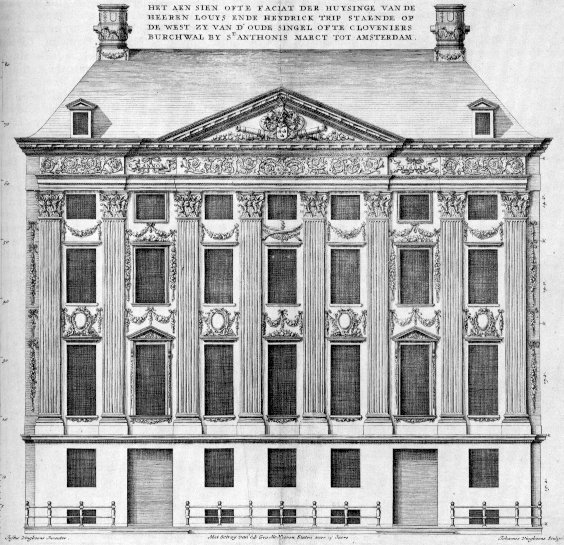
Ontwerptekening Trippenhuis door Justus Vingboons. Bron: bma.amsterdam.nl.

Matthias Trip (11 oktober 1648 - Amsterdam, 19 juli 1695) was een ijzerkoopman in Amsterdam. Hij was de zoon van Hendrik Trip en werd gedoopt in de Waalse kerk. Hij groeide op aan de Oude Turfmarkt maar verhuisde naar het Trippenhuis na 1662 en hij woonde er tot 1683. Matthias schreef in 1670 een liefdesverklaring aan een niet nader genoemde dame en trouwde in juni 1683 met Margaretha Trip, een dochter van Samuel Trip, afkomstig uit Dordrecht. Het echtpaar kreeg vier kinderen.
Matthias Trip bewoonde Keizersgracht 643 bij de Reguliersgracht. Volgens "de Elias" was hij directeur van de Sociëteit van Suriname in 1689. Hij liet in 1690 een buiten bouwen in de Watergraafsmeer, genaamd Uytvlugt. Hij erfde in 1695 Meer en Berg in Heemstede van zijn broer Jacob. Zijn weduwe hertrouwde in 1697 de weduwnaar Roelof Elbo of Aelbo, een burgemeester van Dordrecht.
Hun dochter Johanna Trip (1689-1710) trouwde in 1709 met Joan Corver de jonge (1688-1719).